# Халагорк
Халагорк или Халахерк (дарг. Хала-Хӏеркӏ, в пер. «Большая река») — река в России, протекает по Акушинскому, Левашинскому и Карабудахкентскому районам Республики Дагестан. Длина реки составляет 47 км.
Средний расход воды — 34,8 м³/с. Высота истока — 740 м над уровнем моря. Площадь водосборного бассейна — 332 км².

## Характеристика
Река начинается из родника близ села Панахмахи Акушинского района, сливаясь с рекой Герга (Пулеувла) образует Губден-озень. Река протекает в V-образной долине и на последних 10 км в ущелье. Длина волны 20—40 м, в ущелье 3—8 м. Русло слабоизвилистое, неразветвленное, неустойчивое
Река течёт через сёла по маршруту: Панахмахи, Верхнее Лабкомахи, Нижнее Лабкомахи, Карлабко, Уллуая, Наскент, Какамахи, Леваши и дальше до устья в 5 км западу от Губдена.

## Притоки
Основным притоком является река Нахкер длиной в 15 км.

## Данные водного реестра
Входит в Западно-Каспийский бассейновый округ.
Код объекта в государственном водном реестре — 07030000312109300001716.